# Xã Lyon, Quận Oakland, Michigan
Xã Lyon (tiếng Anh: Lyon Township) là một xã thuộc quận Oakland, tiểu bang Michigan, Hoa Kỳ. Năm 2010, dân số của xã này là 14.545 người.